# M Resort

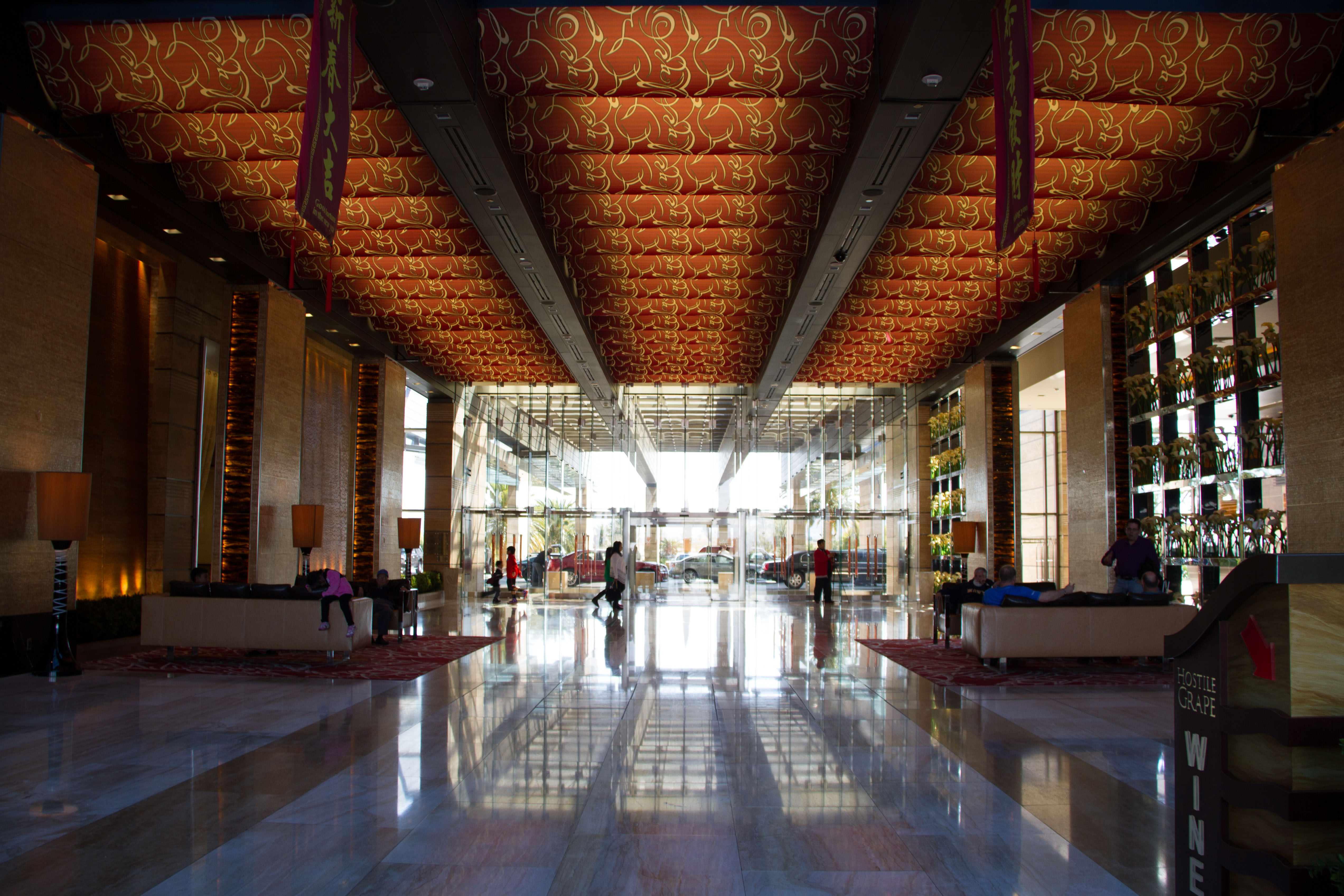

M Resort es un  hotel y casino en un terreno de 80 acres por Marnell Corrao Associates en Las Vegas Boulevard en Henderson, Nevada.  Se encuentra localizado cerca del propuesto hotel Southern Highlands Resort.  El complejo incluye un casino de 92,000 pies cuadrados y un hotel de 400 habitaciones.

## Historia
Anthony Marnell III adquirió el terreno para el proyecto por $240 millones.
El proyecto fue aprobado el 17 de octubre de 2005 y abrió el 1 de marzo de 2009 a un costo de $1 mil millones.
MGM Mirage anunció una inversión de $160 millones en el resort el 26 de abril de 2006.

## Características
- Centro comercial con 1,000,000 pies cuadrados desarrollado por Taubman Centers.[5]
- 400 habitaciones de hotel[1]
- Casino con 100,000 pies de espacio[1]
- 60,000 pies cuadrados de espacio para centro de convenciones y reuniones.[6]